# Polaner
Polaner var namnet på en västslavisk stam som utgjorde kärnan i den polska nationen. Det polska riket uppstod under 900-talet i just det landområde som beboddes av polanerna. Polanerna lyckades sedan under ledning av Piast-dynastins härskare ena eller underkuva de andra närboende västlaviska stammarna.